# 角田鋼亮
角田 鋼亮（つのだ こうすけ、1980年〈昭和55年〉10月 - ）は、日本の指揮者。愛知県名古屋市生まれ。

## 略歴
東京芸術大学大学院音楽研究科指揮専攻修士課程、ベルリン音楽大学国家演奏家資格課程修了。
- 2002年 - 安宅賞受賞。
- 2006年10月 - 第3回ドイツ全音楽大学指揮コンクールで最高位（1位なしの同点2位）を獲得[2]。
- 2008年
  - 1月 - ドラマ『新春スペシャル・のだめカンタービレ』においては千秋真一役の指揮指導を務めた[3][4]。
  - 10月 - カラヤン生誕100周年記念の第4回ドイツ全音楽大学指揮コンクール第2位入賞[5]。
- 2010年2月 - 第3回マーラー指揮コンクール（英語版）において本選の6人のうちに残った[6]。
- 2015年 - セントラル愛知交響楽団指揮者 就任（2016年2月6日 第145回定期演奏会で初指揮）。
- 2016年
  - 4月 - 大阪フィルハーモニー交響楽団指揮者 就任[1]。
  - 5月 - 第11回名古屋音楽ペンクラブ賞 受賞[7]。
- 2018年4月 - 仙台フィルハーモニー管弦楽団指揮者 就任[1]。
- 2019年4月 - セントラル愛知交響楽団常任指揮者 就任[1]。
- 2020年
  - 3月 - 令和元年度愛知県芸術文化選奨文化新人賞 受賞[8]。
  - 9月 - 名古屋市文化振興事業団第36回芸術創造賞 受賞[9]。
- 2024年4月 - 
  - セントラル愛知交響楽団音楽監督 就任[10]。
  - 名古屋音楽大学客員教授 就任[11]。